# Maria Dauerer
Maria Dauerer (1624 – 1688) foi uma farmacêutica sueca. É a primeira farmacêutica conhecida na Suécia.
Filha do vereador de Gotemburgo Timon van Schoting e Clara du Rées, casou-se em 1646 com o boticário Georg Christian Daurer (1618-1664), que no mesmo ano adquiriu a farmácia Markattan em Estocolmo. Durante os últimos anos de vida de seu marido ela administrou a farmácia porque ele estava acamado e doente, e após sua morte ela herdou a farmácia e a licença de trabalho de acordo com os regulamentos em vigor. Ela administrou a farmácia até 1682, quando se aposentou em favor de seu genro Jakob Leonard Allmacher (1652-1724).
No século XVII as únicas farmacêuticas mulheres eram viúvas que herdavam a licença de seus maridos falecidos. Este privilégio foi abolido em 1873, após o qual todos os farmacêuticos deveriam ser formalmente treinados como tal, uma educação que foi aberta para mulheres em 1891, sendo a primeira formada Märtha Leth.